# Állapotjelző
Az állapotjelző a termodinamikai rendszernek egy olyan jellemzője, amely csak a rendszer állapotától függ, és nem függ attól, hogyan jutott a rendszer ebbe az állapotba. Az állapotjelző a rendszer egyensúlyi állapotát írja le. Például a moláris belső energia, a moláris entalpia, moláris entrópia, nyomás és hőmérséklet állapotjelzők, mivel kvantitatíve jellemzik egy termodinamikai rendszer egyensúlyi állapotát. Ugyanakkor a mechanikai munka és a hő nem állapotjelző, mivel kvantitatíve a termodinamikai rendszerek egyensúlyi állapotai közötti átmeneteket írják le.

## Kapcsolódó extenzív mennyiségek
Az állapotjelzőkhöz moláris mennyiségként extenzív mennyiségek kapcsolhatóak. Ezek útfüggő mennyiségek, és arányosak azzal, hogy mennyi áll rendelkezésre a jellemzett anyagból. Az állapotjelzőket kis betűvel jelöljük; a hozzátartozó extenzív mennyiséget nagybetűvel.
u moláris belső energia; U belső energia; h moláris entalpia; H entalpia; s moláris entrópia; S entrópia; f moláris szabad energia; F szabad energia; g moláris szabadentalpia (Gibbs függvény); G szabadentalpia
Az állapotjelzők specifikus mennyiségek, ami azt jelenti, hogy tömegre, térfogatra, vagy anyagmennyiségre lehet értelmezni őket. Ideális gáznál a tömeg, térfogat és anyagmennyiség összerendelése az egyesített gáztörvény alapján egyértelmű.

## Termodinamikai rendszer
Egy termodinamikai rendszer több termodinamikai paraméterrel írható le (ilyen például a hőmérséklet, nyomás, moláris térfogat). Az, hogy hány paraméter szükséges az egyértelmű leíráshoz, az az állapottér D dimenziójától függ. Például az egyatomos gáz kétdimenziós rendszert alkot (D=2). Ebben az esetben tökéletesen jellemezhető bármely rendszer két független paraméterrel, mint például a nyomással és a fajtérfogattal vagy esetleg a nyomással és a hőmérséklettel. A választott paraméter-párok egyenértékűek, egyszerűen különböző koordináta-rendszert jelentenek a kétdimenziós termodinamikai állapottérben. Hasonló megállapítások tehetők a többdimenziós állapotterekről is.
Amikor egy rendszer állapota folyamatosan változik, akkor az állapottérben egy meghatározott „útvonalat” jár be. Az útvonal leírható úgy, hogy az állapotjelzők egymás utáni állapotát megadjuk az idő vagy esetleg más független változó függvényében. Például rendelkezhetünk a {\displaystyle p(t)\,} nyomás és a {\displaystyle V(t)\,} térfogat értékeivel az idő függvényében egy {\displaystyle t_{0}\,} és {\displaystyle t_{1}\,} időpont közötti intervallumban. Ez meghatároz a kétdimenziós állapottér példánkban egy útvonalat. Ezek után bármely más függvény értékét meghatározhatjuk ennek az útvonalnak a mentén. Példának okáért, ha ki akarjuk számítani a rendszer által végzett munkát a {\displaystyle t_{0}\,} - {\displaystyle t_{1}\,} időintervallumban, ezt így tehetjük meg:
{\displaystyle W(t_{0},t_{1})=\int _{t_{0}}^{t_{1}}p\,dV=\int _{t_{0}}^{t_{1}}p(t){\frac {dV(t)}{dt}}\,dt}
Nyilvánvaló, hogy ha ki akarjuk számítani a W munkát a fenti integrállal, ismernünk kell a {\displaystyle p(t)\,} és {\displaystyle V(t)\,} függvény értékét az útvonal minden {\displaystyle t\,} időpillanatában. Az állapotfüggvény a rendszer paramétereinek olyan függvénye, mely kizárólag az útvonal végpontjaiban mért paraméterek értékeitől függ. Például, tegyük fel, hogy ki akarjuk számítani a munkát plusz a {\displaystyle VdP\,} integrálját az útvonal mentén:
{\displaystyle \Phi (t_{0},t_{1})=\int _{t_{0}}^{t_{1}}p{\frac {dV}{dt}}\,dt+\int _{t_{0}}^{t_{1}}V{\frac {dp}{dt}}\,dt=\int _{t_{0}}^{t_{1}}{\frac {d(pV)}{dt}}\,dt=p(t_{1})V(t_{1})-p(t_{0})V(t_{0})}
Látható, hogy az integrandus kifejezhető a {\displaystyle p(t)V(t)\,} függvény egzakt differenciáljával, és ezért az integrál kifejezhető a {\displaystyle p(t)V(t)\,} függvény értékeivel az útvonal két végpontjában. A {\displaystyle pV\,} szorzat ennélfogva a rendszer állapotfüggvénye. A továbbiakban d-vel fogjuk jelölni az egzakt differenciált. Más szóval a {\displaystyle d\Phi \,} integrálja egyenlő lesz {\displaystyle \Phi (t_{1})-\Phi (t_{0})\,}-vel. A δ szimbólumot a nem egzakt differenciálra tartottuk fenn, melyet nem lehet integrálni az útvonal teljes ismerete nélkül. Például a {\displaystyle \delta W=pdV\,} kifejezés a fizikai munka elemi növekményének jelölésére szolgál. A {\displaystyle \delta W_{t}=Vdp\,} a technikai munka.
A legjobb gyakorlati módszer, ha az állapotfüggvényeket úgy tekintjük, mint a termodinamikai rendszerek jellemzőit vagy mennyiségeit, míg a nem-állapotfüggvények folyamatot reprezentálnak, mely alatt az állapotfüggvények változnak. Például a {\displaystyle pV\,} állapotfüggvény egy ideális gáz belső energiájával arányos, de a {\displaystyle W\,} munka a rendszer működése alatt átadott energiának a mennyisége. A belső energia megmérhető, ez az energia egy meghatározott formája. A munka az az energiamennyiség, mely megváltoztatta formáját vagy helyét.

## A munka és a hő kapcsolata az állapotjelzőkkel
Ha definiáljuk a moláris entalpiát, mint {\displaystyle h=u+(pv)\,}, ennek differenciális formája:
{\displaystyle {\textrm {d}}h={\textrm {d}}u+{\textrm {d}}(pv)\,}, felbontva: {\displaystyle {\textrm {d}}h={\textrm {d}}u+p{\textrm {d}}v+v{\textrm {d}}p}. Az egyenlet jobb oldalának első két tagja a hőmennyiség, az entrópiával kifejezve {\displaystyle \delta q=T{\textrm {d}}s}. Más formában: {\displaystyle {\textrm {d}}h=T{\textrm {d}}s+v{\textrm {d}}p}. Ideális gáznál a moláris belső energia {\displaystyle {\textrm {d}}u=c_{V}{\textrm {d}}T}.
Ha {\displaystyle {\textrm {d}}u=-{\textrm {d}}(pv)}, akkor a moláris entalpia változása nulla. A fenti állítás értelmében, ha a {\displaystyle pV\,} állapotfüggvény változatlan, az egyenértékű az izotermikus állapotváltozással.
Kémiai állapotváltozás munkája {\displaystyle \delta w=\mu {\textrm {d}}n}, ahol {\displaystyle \mu } a kémiai potenciál és {\displaystyle {\textrm {d}}n} az anyagmennyiség megváltozása. Ebből következően a kémiai potenciál is állapotjelző (intenzív), az anyagmennyiség viszont extenzív.
Ha W a munka, akkor w a moláris munka, melynek mértékegysége általában J/mol.
Az előjeleket is figyelembe véve a belső energia {\displaystyle {\textrm {d}}U=T{\textrm {d}}S-p{\textrm {d}}V+\sum \mu _{i}{\textrm {d}}n_{i}}.